# Kış Uykusu
Kış Uykusu (Winter Sleep a l'anglès) és una pel·lícula turca, realitzada per Nuri Bilge Ceylan i estrenada el 2014.

## Argument
Tracta de la vida d'Aydin un còmic jubilat que dirigeix un petit hotel de Capadòcia, a Anatòlia central, amb la seva esposa Nihal, de qui s'ha allunyat sentimentalment, i amb la seva germana Necla que pateix encara pel recent divorci. A l'hivern, la neu cobreix l'estepa i l'avorriment revifa els rancors entre tots ells, fent que Aydin senti ganes de marxar.

## Repartiment
- Haluk Bilginer
- Melisa Sözen
- Demet Akbağ
- Nadir Sarıbacak
- Ayberk Pekcan
- Nejat İşler
- Tamer Levent

## Premis i nominacions

### Premis
- 2014: Palma d'Or[1]
- 2014: Premi FIPRESCI en crítica internacional al Festival de Canes